# Tournoi des Cinq Nations 1991
Navigation
Tournoi 1990 Tournoi 1992
Le Tournoi des Cinq Nations 1991 voit la victoire de l'Angleterre avec un Grand chelem.
Cette édition est notamment connue pour l'essai inscrit par Philippe Saint-André lors du dernier match de l'équipe de France, contre l'Angleterre, à Twickenham. Connu sous le nom d'essai du siècle,,, il est aussi élu try of the century at Twickenham, à l'occasion du centenaire du stade de Twickenham, via un vote des lecteurs du Telegraph à partir d'une sélection de 10 essais, visant à déterminer le meilleur essai jamais inscrit dans ce stade historique du rugby anglais.
Inscrit lors de la cinquième et dernière journée, cet essai n’empêchera pas l'Angleterre de gagner le match, le tournoi, ainsi que le Grand Chelem. Le nouveau décompte des points (essai à 5 points au lieu de 4) mis en place l’année suivante en juillet 1992 aurait permis à la France de faire match nul 22 à 22. France et Angleterre auraient alors toutes les deux réalisé le Petit Chelem et se seraient partagé la victoire dans le Tournoi.

## Classement
| Rang | Nations        | J | V | N | D | PP | PC  | Δ   | Pts |
| ---- | -------------- | - | - | - | - | -- | --- | --- | --- |
| 1    | Angleterre     | 4 | 4 | 0 | 0 | 83 | 44  | +39 | 8   |
| 2    | France         | 4 | 3 | 0 | 1 | 91 | 46  | +45 | 6   |
| 3    | Écosse (T)     | 4 | 2 | 0 | 2 | 81 | 73  | +8  | 4   |
| 4    | Irlande        | 4 | 0 | 1 | 3 | 66 | 86  | -20 | 1   |
| 4    | Pays de Galles | 4 | 0 | 1 | 3 | 42 | 114 | -72 | 1   |

## Résultats
- Première journée :

| 19 janvier | Parc des Princes, Paris   | France         | 15 - 9 | Écosse     |
| 19 janvier | National Stadium, Cardiff | Pays de Galles | 6 - 25 | Angleterre |

- Deuxième journée :

| 2 février | Lansdowne Road, Dublin | Irlande | 13 - 21 | France         |
| 2 février | Murrayfield, Édimbourg | Écosse  | 32 - 12 | Pays de Galles |

- Troisième journée :

| 16 février | National Stadium, Cardiff    | Pays de Galles | 21 - 21 | Irlande |
| 16 février | Stade de Twickenham, Londres | Angleterre     | 21 - 12 | Écosse  |

- Quatrième journée :

| 2 mars | Parc des Princes, Paris | France  | 36 - 3 | Pays de Galles |
| 2 mars | Lansdowne Road, Dublin  | Irlande | 7 - 16 | Angleterre     |

- Cinquième journée :

| 16 mars | Murrayfield, Édimbourg       | Écosse     | 28 - 25 | Irlande |
| 16 mars | Stade de Twickenham, Londres | Angleterre | 21 - 19 | France  |